# Distrikt Serere
Serere ist ein Distrikt in Ostuganda. Die Hauptstadt des Distrikts ist Serere.

## Lage
Der Serere-Distrikt grenzt im Norden an den Distrikt Soroti, im Osten an den Distrikt Ngora, den Distrikt Pallisa, den Distrikt Kaliro und den Distrikt Buyende im Süden. Der Distrikt Kaberamaido liegt westlich des Distrikts.

## Geschichte
Der Distrikt entstand 2010 aus Teilen des Distrikt Soroti.

## Demografie
Die Bevölkerungszahl wird für 2020 auf 359.500 geschätzt. Davon lebten im selben Jahr 9 Prozent in städtischen Regionen und 91 Prozent in ländlichen Regionen.
| Zensusjahr | Einwohnerzahl |
| ---------- | ------------- |
| 1994       | 90.386        |
| 2002       | 176.479       |
| 2014       | 285.903       |

## Wirtschaft
Subsistenzlandwirtschaft, Fischerei und Tierhaltung sind die beiden wichtigsten wirtschaftlichen Aktivitäten im Distrikt.